# Berardius minimus
El zifio negro (Berardius minimus) es una especie de cetáceo odontoceto del género Berardius, ubicado en la familia de los zífidos. Habita en mares del océano Pacífico Norte. 

## Taxonomía
Descripción original
Esta especie fue descrita originalmente en el año 2019 por los zoólogos Tadasu K. Yamada, Shino Kitamura, Syuiti Abe, Yuko Tajima, Ayaka Matsuda, James G. Mead y Takashi F. Matsuishi.
Localidad tipo
La localidad tipo referida es: “barrio de Tokoro, en las coordenadas: 44°07′14.5″N 144°06′29.6″E / 44.120694, 144.108222, ciudad de Kitami (Subprefectura de Okhotsk), Hokkaidō, Japón, mar de Ojotsk, océano Pacífico Norte”.
Holotipo
El ejemplar holotipo designado es el catalogado como: NSMT-M35131; se trata del cráneo, mandíbula y la mayor parte del esqueleto postcraneal de un macho adulto, que fue encontrado el 4 de junio de 2008, bastante descompuesto, por lo que fue enterrado, siendo posteriormente excavado y recuperado el 26 y 27 de agosto de 2009. Se encuentra depositado en la colección del Museo Nacional de Historia Natural de los Estados Unidos (NMNS), junto con muestras de tejido.
Etimología
Etimológicamente, el término genérico Berardius es un epónimo que refiere al apellido de la persona a quien Georges Louis Duvernoy le dedicó el taxón, el francés Bérard, capitán del barco que en el año 1846 llevó desde Nueva Zelanda hasta Francia al ejemplar de cetáceo al que le fue conferido dicho nombre. El epíteto específico minimus, deriva del mismo término en latín que significa ‘el más pequeño’, en referencia al reducido tamaño de esta especie respecto a las restantes del género Berardius.

## Descripción
Los balleneros de Hokkaido (Japón) reconocían dos especies de zifios, el de color gris y mayor tamaño (asimilable a la especie Berardius bairdii) y otro más pequeño de color muy oscuro, el cual no se correspondía con las características de las especies que estaban ya descritas por la comunidad científica. Análisis filogenéticos moleculares revelaron que el zifio de color negro pertenece a una unidad taxonómica distinta —con correspondencia de nivel de especie propia—, separable del taxón de color gris y porte mayor. En individuos físicamente maduros, el zifio negro es más pequeño respecto a los otros dos integrantes del género Berardius, midiendo como máximo entre 630 y 690 cm de longitud; tiene el cuerpo con una forma de huso más marcada, el hocico más corto y la coloración mucho más oscura.